# توريجا، سربوبران
توريجا (بالصربية: Турија)‏ هي قرية تقع في بلدية سربوبران، في منطقة مديرية جنوب باتشكا في صربيا. وهي تقع في مقاطعة فويفودينا المتمتعة بالحكم الذاتي. يوجد في القرية غالبية عرقية صربية ويبلغ عدد سكانها 2،289 نسمة (تعداد 2011). تشتهر القرية بسبب مهرجان السجق السنوي المعروف باسم كوبيسيسجادة الذي يتم تنظيمه كل عام.